# Benthophilus nudus
Benthophilus nudus är en fiskart som beskrevs av Berg, 1898. Benthophilus nudus ingår i släktet Benthophilus och familjen smörbultsfiskar. IUCN kategoriserar arten globalt som livskraftig. Inga underarter finns listade.

## Bildgalleri

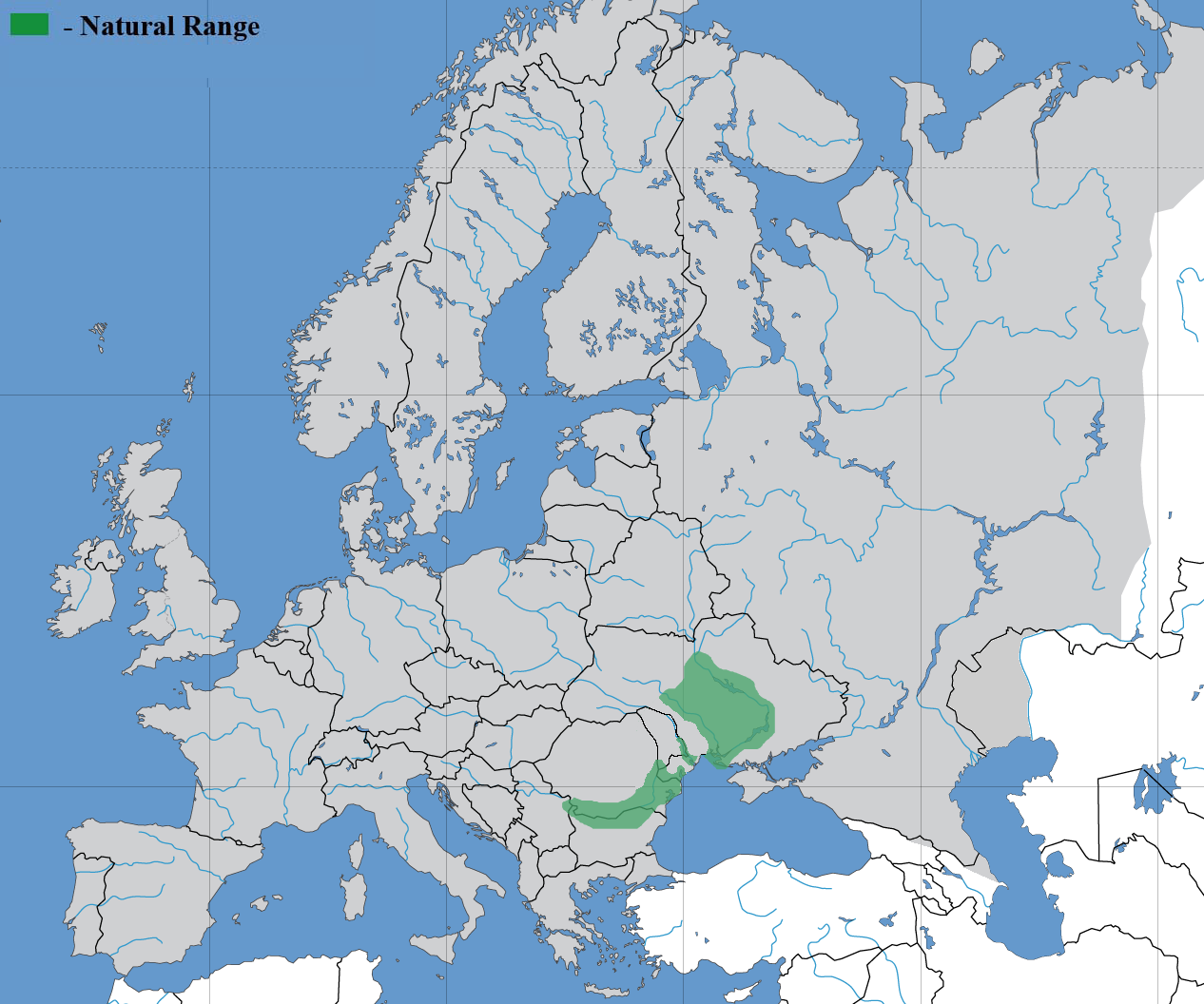